# Papallona zebrada
La papallona zebrada o reina zebrada (Iphiclides feisthamelii) és una espècie de lepidòpter papilionoïdeu de la família dels papiliònids (Papilionidae) present als Països Catalans.
Per bé que actualment està reconeguda com a una espècie a part, durant moltes dècades s'ha considerat una subespècie de la papallona zebrada aranesa (Iphiclides podalirius).

## Distribució
Es troba a la península Ibèrica i el nord-oest d'Àfrica.

## Morfologia
El nom de 'papallona zebrada' es deu a la coloració de les ales, en les que destaquen diverses franges negres sobre fons blanc. Les erugues presenten osmeteri, un òrgan retràctil pudent situat al primer segment toràcic que té l'objectiu de dissuadir atacs de depredadors.

## Hàbitat i biologia
Prefereix zones obertes amb abundància de nèctar i amb arbres i arbustos dispersos. Generalment, les erugues s'alimenten de fulles d'aranyoner (Prunus spinosa), presseguer (P. persica), prunera (P. domestica), cirerer (P. avium) i d'altres espècies del gènere Prunus, a més d'arç blanc (Crataegus monogyna). Hiberna com a crisàlide.